# Liliana Gafencu
Liliana Gafencu (Boekarest, 12 juli 1975) is een Roemeens voormalig roeister. Gafencu maakte haar debuut met een tiende plaats in de dubbel-vier tijdens de wereldkampioenschappen roeien 1994. Tijdens de Olympische Zomerspelen 1996 won Gafencu de gouden medaille in de acht. Een jaar later werd Gafencu wereldkampioen in de acht. Tijdens de wereldkampioenschappen roeien 1998 prolongeerde Gafencu haar wereldtitel in de acht. Bij Gafencu haar tweede olympische deelname in 2000 veroverde zij wederom de olympische titel in de acht. Vier later sloot Gafencu haar carrière af tijdens de Olympische Zomerspelen 2004 door het prolongeren van de olympische titel in de acht.

## Resultaten
- Wereldkampioenschappen roeien 1994 in Indianapolis 10e in de dubbel-vier
- Wereldkampioenschappen roeien 1995 in Tampere 14e in de dubbel-twee
- Wereldkampioenschappen roeien 1995 in Tampere 12e in de dubbel-vier
- Olympische Zomerspelen 1996 in Atlanta  in de acht
- Wereldkampioenschappen roeien 1996 in Motherwell  in de vier-zonder-stuurvrouw
- Wereldkampioenschappen roeien 1997 in Aiguebelette-le-Lac  in de dubbel-twee
- Wereldkampioenschappen roeien 1997 in Aiguebelette-le-Lac  in de acht
- Wereldkampioenschappen roeien 1998 in Keulen 5e in de vier-zonder
- Wereldkampioenschappen roeien 1998 in Keulen  in de acht
- Olympische Zomerspelen 2000 in Sydney  in de acht
- Wereldkampioenschappen roeien 2003 in Milaan  in de acht
- Olympische Zomerspelen 2004 in Athene  in de acht

1976: Goretzki & Knetsch & Richter & Ahrenholz & Kallies & Ebert & Lehmann & Müller & Wilke ·
1980: Boesler & Neisser & Köpke & Schütz & Kühn & Richter & Sandig & Metze & Wilke ·
1984: O'Steen & Metcalf & Bower & Graves & Flanagan & Norelius & Thorsness & Keeler & Beard ·
1988: Strauch & Zeidler & Haacker & Wild & Kluge & Schröer & Balthasar & Stange & Neunast ·
1992: Barnes & Taylor & Delehanty & Crawford & McBean & Worthington & Monroe & Heddle & Thompson ·
1996: Tănase & Cochelea & Gafencu & Spîrcu & Olteanu & Lipă & Popescu & Ignat & Georgescu ·
2000: Damian & Susanu & Olteanu & Cochelea & Dumitrache & Lipă & Gafencu & Ignat & Georgescu ·
2004: Florea & Susanu & Bărăscu & Papuc & Gafencu & Lipă & Damian & Ignat & Georgescu ·
2008: Cafaro & Cummins & Davies & Francia & Goodale & Lind & Logan & Shoop & Whipple ·
2012: Cafaro & Francia & Lofgren & Ritzel, Musnicki & Logan & Lind, Davies & Whipple ·
2016: Elmore & Gobbo & Logan & Musnicki, Polk & Regan & Schmetterling & Simmonds & Snyder ·
2020: Roman & Gruchalla-Wesierski & Roper & Proske & Grainger & Mailey & Payne & Wasteneys & Kit ·
2024: Rusu & Anghel & Bodnar & Lehaci & Adam & Bereș & Vrînceanu & Radiș & Petreanu